# Engine Developments
Engine Developments Limited ist ein britischer Motorenhersteller im Motorsport. Er wurde 1971 von John Judd und Jack Brabham gegründet. Das Unternehmen ist insbesondere durch seine Motorenmarke Judd bekannt. Das Unternehmen stellte Rennsporttriebwerke für die Formel 1, die Formel 3000 und einige weitere Klassen her. Judd wirkte als Dienstleister für Nissan, Honda oder Yamaha.

## Formel 1

### Judd-Motoren
Engine Developments fand 1988, im letzten Jahr der sog. Turbo-Ära, den Weg in die Formel 1. Bis 1992 wurden unter dem Markennamen Judd zwei unterschiedliche Achtzylindermotoren sowie ein Zehnzylindertriebwerk entwickelt, die in erster Linie von mittleren und kleinen Teams verwendet wurden. Eine Ausnahme war Williams, das Weltmeisterteam des Jahres 1987, das sich 1988 nach dem Weggang des langjährigen Motorpartners Honda in einer Phase des Übergangs befand und das Jahr bis zur Einsatzbereitschaft der neuen Renault-Triebwerke mit Motoren von John Judd überbrückte.

#### Judd CV

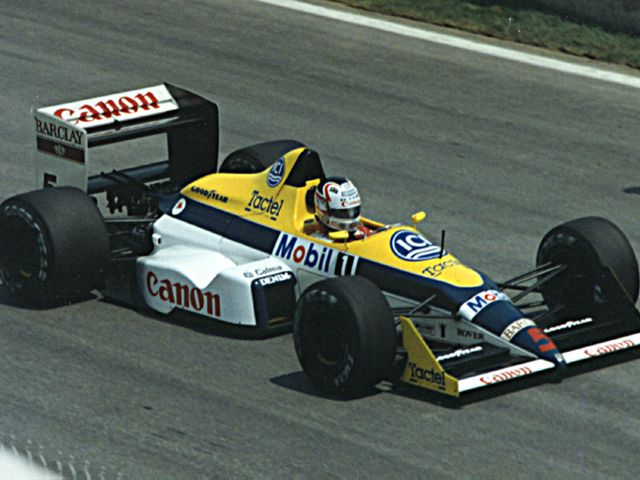
Nigel Mansell im Williams FW12 mit Judd-CV-Motor beim Großen Preis von Kanada 1988

Das erste Formel-1-Triebwerk von Engine Developments erhielt die Bezeichnung Judd CV. Das Triebwerk beruhte auf einer BV genannten Konstruktion, die ihrerseits ihre Wurzeln in einem Motor für die Formel 3000 hatte. Die Entwicklung erfolgte mit finanzieller Unterstützung von Leyton House, dem Geldgeber des 1987 erneut etablierten March-Teams; später beteiligte sich auch Williams an den Entwicklungskosten. Bei dem CV handelte es sich um einen vergleichsweise einfach aufgebauten Achtzylinder-Saugmotor mit 3,5 Litern Hubraum und einem Gabelwinkel von 90 Grad. Das Triebwerk war stärker als die weit verbreiteten DFZ-Saugmotoren von Cosworth, erwies sich aber als defektanfällig und war den neueren Cosworth-Aggregaten vom Typ DFR wiederum unterlegen.
1988, im letzten Jahr der Turbotriebwerke, fuhren Autos mit Judd-Motoren insgesamt 42 Weltmeisterschaftspunkte ein; das erfolgreichste Judd-Team war March, das mit 22 Punkten Platz 6 der Konstrukteurswertung erreichte. March-Fahrer Ivan Capelli konnte in Belgien und Portugal Podestplatzierungen erreichen. Enttäuschender verlief die Saison hingegen für Williams, das als amtierender Konstrukteursweltmeister mit lediglich 20 Punkten auf Platz 7 der Wertung kam. Zwar konnte Nigel Mansell bei seinem Heimrennen in Großbritannien sowie in Spanien jeweils den zweiten Platz belegen, fiel jedoch in den übrigen von ihm bestrittenen Rennen jeweils aus. Von diesen zwölf Ausfällen gingen fünf auf Defekte im Motorenbereich zurück. Seinem Teamkollegen Riccardo Patrese gelangen hingegen in diesem Jahr keine Podestplatzierungen, aber dafür Punktplatzierungen bei sechs weiteren Rennen. Allerdings fiel auch Patrese bei sechs Rennen aus technischen Gründen aus, die das Motorenumfeld betrafen. Ligier, das dritte Judd-Team 1988, blieb in dieser Saison komplett punktlos.
Der Judd CV wurde bereits 1989 von dem vollständig neu konstruierten Typ EV abgelöst, dieser Typ war in jenem Jahr jedoch dem nun in Leyton House umbenannten Judd-Partnerteam March sowie dem nach einjähriger Pause zurückgekehrten Brabham-Team vorbehalten. Entsprechend griff das Lotus-Team, das 1989 seinen 101 an den Start brachte, noch auf den CV zurück. Der ehemalige Weltmeister Nelson Piquet konnte den Wagen regelmäßig in den Punkterängen platzieren. Allerdings gelang ihm keine Podestplatzierung mehr, sodass er am Saisonende das Team verließ, und auch Lotus beendete die Zusammenarbeit mit Judd nach Ablauf der Saison. Daneben verwendete EuroBrun Racing den CV gleichwohl noch bis 1990, dies jedoch ohne Erfolg. In der Saison 1989 kamen Gregor Foitek sowie Oscar Larrauri, die sich das einzige Cockpit des Teams teilten, bei keinem Rennen über die Vorqualifikation hinaus. 1990 gelang dem erfahrenen Roberto Moreno zwar viermal die Vorqualifikation und zweimal sogar die Qualifikation zum Rennen, in den übrigen Rennen scheiterte er jedoch ebenso wie Teamkollege Claudio Langes jeweils in der Vorqualifikation.

#### Judd EV
1989 erschien der Judd EV, ein kompakter Achtzylinder mit einem Bankwinkel von 76 Grad, der etwa 15 PS stärker war als sein Vorgänger, 500 Umdrehungen pro Minute mehr zuließ und 4 kg leichter war als der CV. Brabham und Leyton House/March bezogen das EV-Triebwerk, und jedes Team erreichte mit ihm 1989 einen dritten Platz. Die in diesem Jahr vom Lotus-Team mit dem älteren CV eingefahrenen insgesamt 15 Meisterschaftspunkte konnten Brabham (acht) und March (vier) jedoch nicht übertreffen.
Der EV war auch in der folgenden Saison das am weitesten entwickelte Judd-Triebwerk. Leyton House war 1990 mit sieben Meisterschaftspunkten das erfolgreichste Judd-Team. Höhepunkt war der zweite Platz von Ivan Capelli beim Großen Preis von Frankreich. Hingegen tat sich Brabham in dieser Saison schwer und erreichte nur zwei Meisterschaftspunkte.
Einen letzten Einsatz erlebte der EV in der Saison 1991 bei Lotus, dessen Verwendung von Lamborghini-Zwölfzylindern im Vorjahr enttäuschend verlaufen war. Die Leistung des Lotus 102B mit Judd-Motor war aber mit insgesamt drei Meisterschaftspunkten kaum besser, oftmals scheiterten die Fahrer hiermit bereits an der Qualifikation zu den Rennen.

#### Judd GV

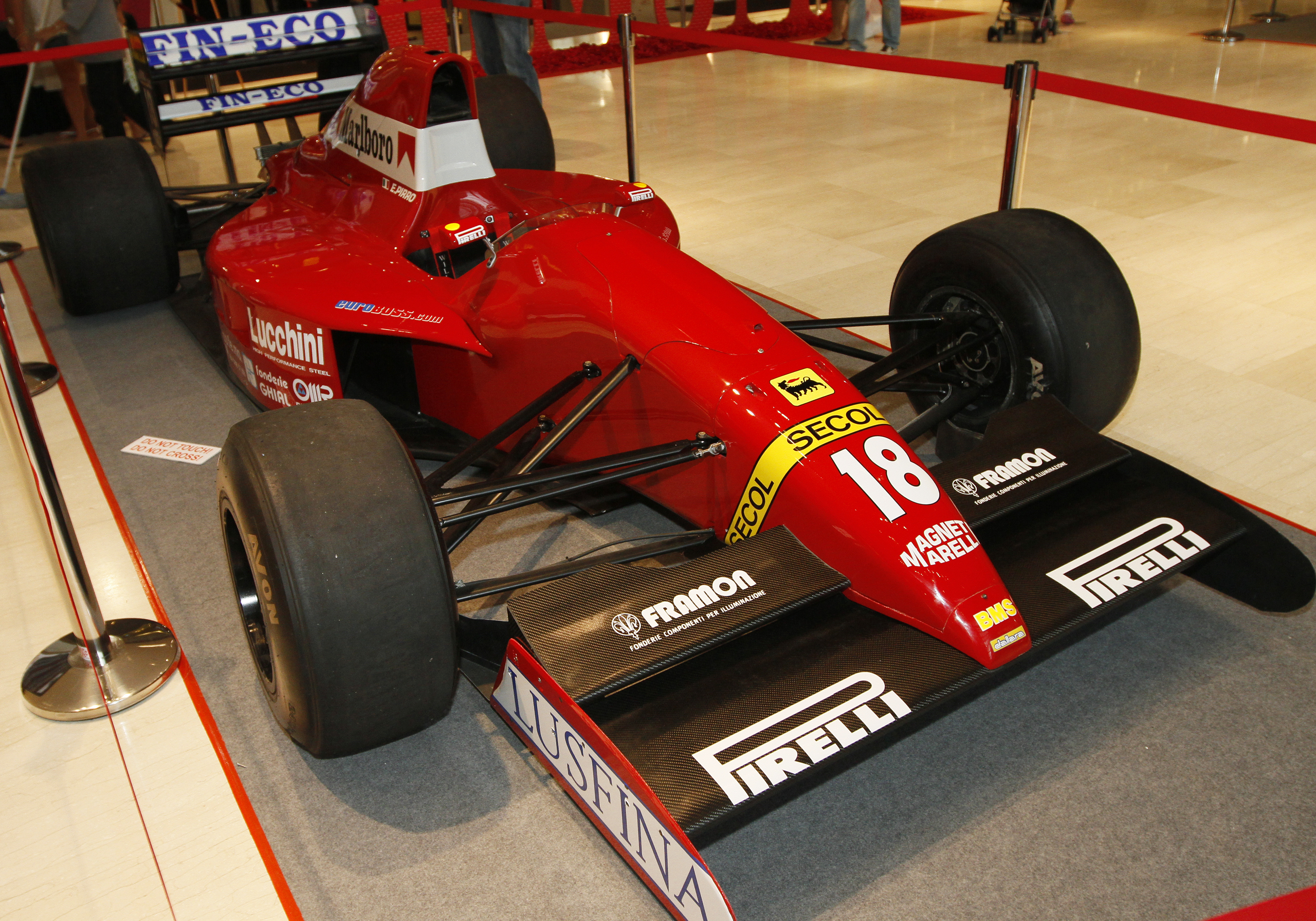
BMS Scuderia Italia 191 von 1991, ausgestattet mit einem Judd GV-Motor

Das dritte Formel-1-Triebwerk von Engine Developments war der 1991 eingeführte Judd GV, ein Zehnzylindermotor mit einem Gabelwinkel von 72 Grad. Der GV war leistungsstark und verhalf dem italienischen Team BMS Scuderia Italia, das ein Chassis von Dallara einsetzte und das neue Judd-Triebwerk in diesem Jahr exklusiv erhielt, zum achten Platz in der Konstrukteurswertung. Dieses Ergebnis kam allerdings durch zwei Zielankünfte in den Punkterängen zustande: Den dritten Platz von JJ Lehto beim Großen Preis von San Marino und den sechsten Platz seines Teamkollegen Emanuele Pirro beim nachfolgenden Großen Preis von Monaco. In den restlichen Rennen schnitt das Team dagegen sehr viel schlechter ab: Lehto fiel insgesamt in elf von 16 Saisonrennen aus, während Pirro zwar in der zweiten Saisonhälfte konstanter war, in der ersten aber insgesamt dreimal die Vorqualifikation verpasste.
Im folgenden Jahr lief der GV nur noch bei Andrea Moda Formula und Brabham, zwei Teams, die um ihre Existenz kämpften, die Leistung des Motors nicht angemessen umsetzen konnten und beide den Rennbetrieb noch während der Saison einstellten. Für die Saison 1993 war ein Einsatz des GV mit dem spanischen Team Bravo España geplant; dazu kam es aber nicht, weil das Team seine Meldung kurz vor dem ersten Saisonrennen zurückzog.

#### Technische Daten der Judd-Motoren
| Motor                | Judd CV                  | Judd EV                  | Judd GV                          |
| -------------------- | ------------------------ | ------------------------ | -------------------------------- |
| Zylinderanordnung    | V 8                      | V 8                      | V 10                             |
| Zylinderwinkel       | 90 Grad                  | 76 Grad                  | 72 Grad                          |
| Hubraum cm³          | 3497                     | 3498                     | 3497                             |
| Bohrung mm           | 94                       | 95                       | 92                               |
| Hub mm               | 63                       | 61,7                     | 52,6                             |
| Motorblock           | Aluminium                | Aluminium                | Aluminium                        |
| Hauptlager Anzahl    | 5                        | 5                        | k. A.                            |
| Ventile pro Zylinder | 4                        | 4                        | 4                                |
| Gemischaufbereitung  | Benzineinspritzung Zytek | Benzineinspritzung Zytek | Benzineinspritzung Weber-Marelli |
| Leistung PS          | 600                      | 610                      | 660                              |
| Verwendungszeitraum  | 1988–1990                | 1989–1991                | 1991–1992                        |

### Verbindung mit Yamaha

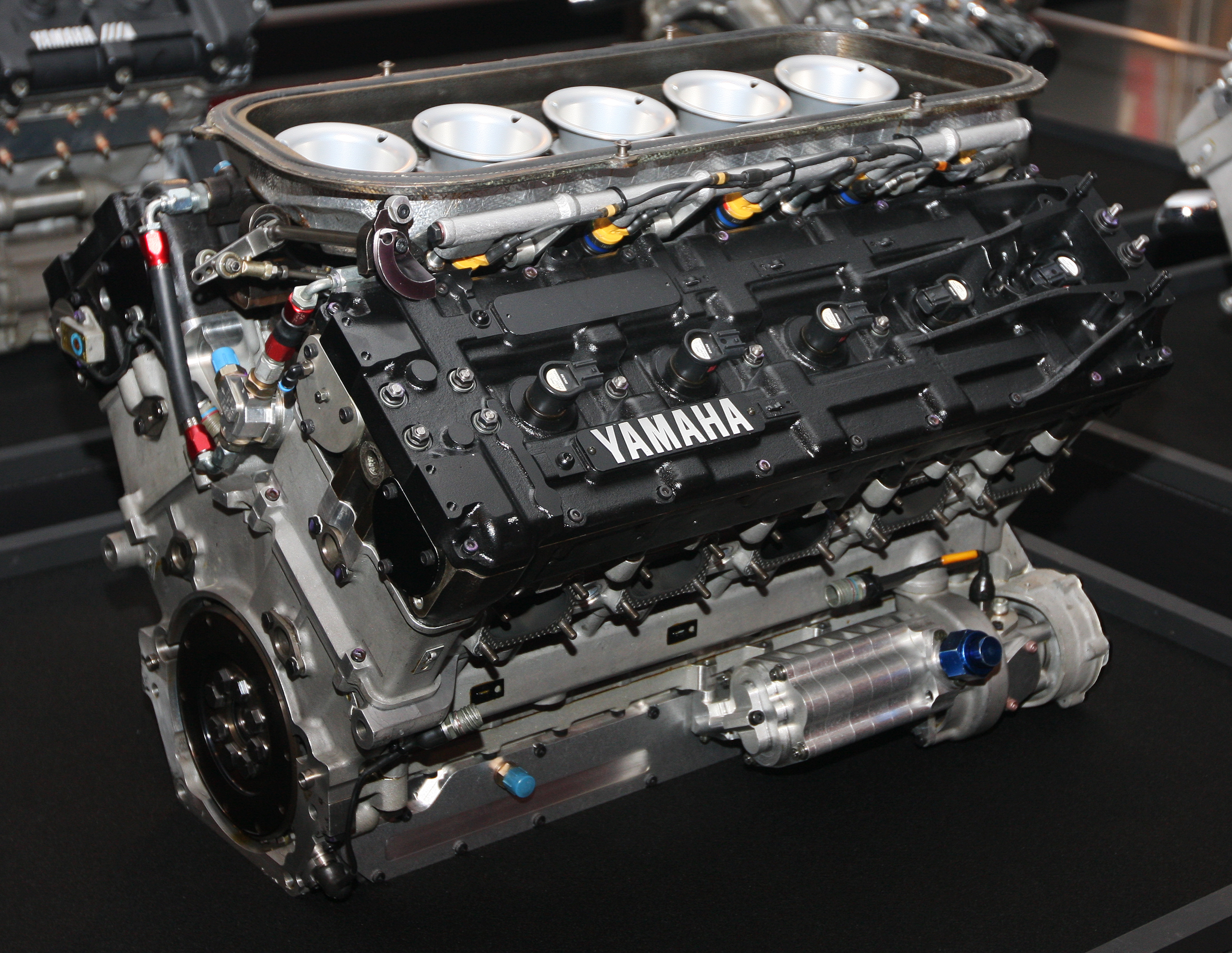
Von Judd: Yamaha OX10A für Tyrrell

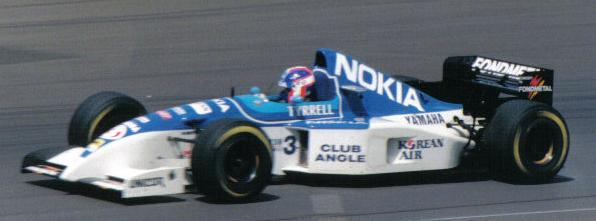
Tyrrell 023 von 1995 mit Yamaha-Motor: Ukyō Katayama beim Großen Preis von Großbritannien 1995

Ab 1993 produzierte Engine Developments Formel-1-Motoren für Yamaha. Das japanische Unternehmen hatte zunächst eigene Formel-1-Motoren entwickelt und gebaut, die anfänglich vollständig erfolglos waren (so der Achtzylinder-Motor, der 1989 exklusiv von Zakspeed verwendet wurde) und auch später, als aus ihnen ambitionierte Zwölfzylindermotoren geworden waren, bei Brabham (1991) und bei Jordan (1992) nur geringe Resultate einfuhren.
Ende 1992 schlossen Yamaha und Engine Developments eine Verbindung zum gemeinsamen Bau von Formel-1-Motoren. Tatsächlich erfolgte die Entwicklung und der Aufbau weitgehend bei Engine Developments, während Yamaha einzelne eigene Ideen beisteuerte und das Projekt überwiegend finanzierte.
Der 1993 vorgestellte Zehnzylindermotor vom Typ Yamaha OX10A war eine Weiterentwicklung des Judd GV; die wesentlichen Daten stimmten mit dem 1991 erstmals eingesetzten Zehnzylinder überein. Es folgten einige Weiterentwicklungen, bevor das Triebwerk in der Formel-1-Saison 1996 durch den OX11A ersetzt wurde.
In den Jahren 1993 bis 1996 erhielt Tyrrell die Yamaha-Triebwerke exklusiv. Der Umstand, dass die Triebwerke kostenlos bereitgestellt wurden, rettete in diesen Jahren den Bestand des Traditionsteams. Tyrrell-Yamaha konnte mit Ausnahme des ersten Jahres in jeder Saison mehrere Meisterschaftspunkte einfahren, es kam aber nicht zu dem erhofften Durchbruch. Das beste Ergebnis der Partnerschaft war der dritte Platz Mark Blundells beim Großen Preis von Spanien 1994. Es sollte die letzte Podiumsplatzierung eines Tyrrell sein. 1997 erhielt Arrows die Yamaha-Motoren exklusiv. Das Team galt als aufstrebend, da Tom Walkinshaw die Leitung übernommen hatte und Damon Hill, der Formel-1-Weltmeister von 1996, als Fahrer verpflichtet wurde. Beim ungewöhnlich verlaufenden Großen Preis von Ungarn 1997 wäre es beinahe zu einem Sieg des Arrows-Yamaha gekommen, doch in der vorletzten Rennrunde ließ ein Technikdefekt Hill noch hinter Jacques Villeneuve auf Platz 2 zurückfallen. Weitere nennenswerte Erfolge gab es allerdings nicht, Hill und sein Teamkollege Pedro Diniz erreichten ansonsten lediglich jeweils eine weitere Punktplatzierung.
Mit Ablauf der Saison 1997 stellte Yamaha sein Formel-1-Programm ein.

### Formel-1-Teams mit Motoren von Engine Developments
| Saison | Judd CV V8                   | Judd EV V8                       | Judd GV V10                 | Yamaha OX10 V10 | Yamaha OX11 V10 |
| ------ | ---------------------------- | -------------------------------- | --------------------------- | --------------- | --------------- |
| 1988   | Williams Ligier Leyton House | –                                | –                           | –               | –               |
| 1989   | Lotus EuroBrun Racing        | Leyton House Brabham             | –                           | –               | –               |
| 1990   | EuroBrun                     | Leyton House Brabham Life Racing | –                           | –               | –               |
| 1991   | –                            | Lotus                            | BMS Scuderia Italia         | –               | –               |
| 1992   | –                            | –                                | Andrea Moda Formula Brabham | –               | –               |
| 1993   | –                            | –                                | –                           | Tyrrell         | –               |
| 1994   | –                            | –                                | –                           | Tyrrell         | –               |
| 1995   | –                            | –                                | –                           | Tyrrell         | –               |
| 1996   | –                            | –                                | –                           | –               | Tyrrell         |
| 1997   | –                            | –                                | –                           | –               | Arrows          |

## Weitere Motorsportklassen

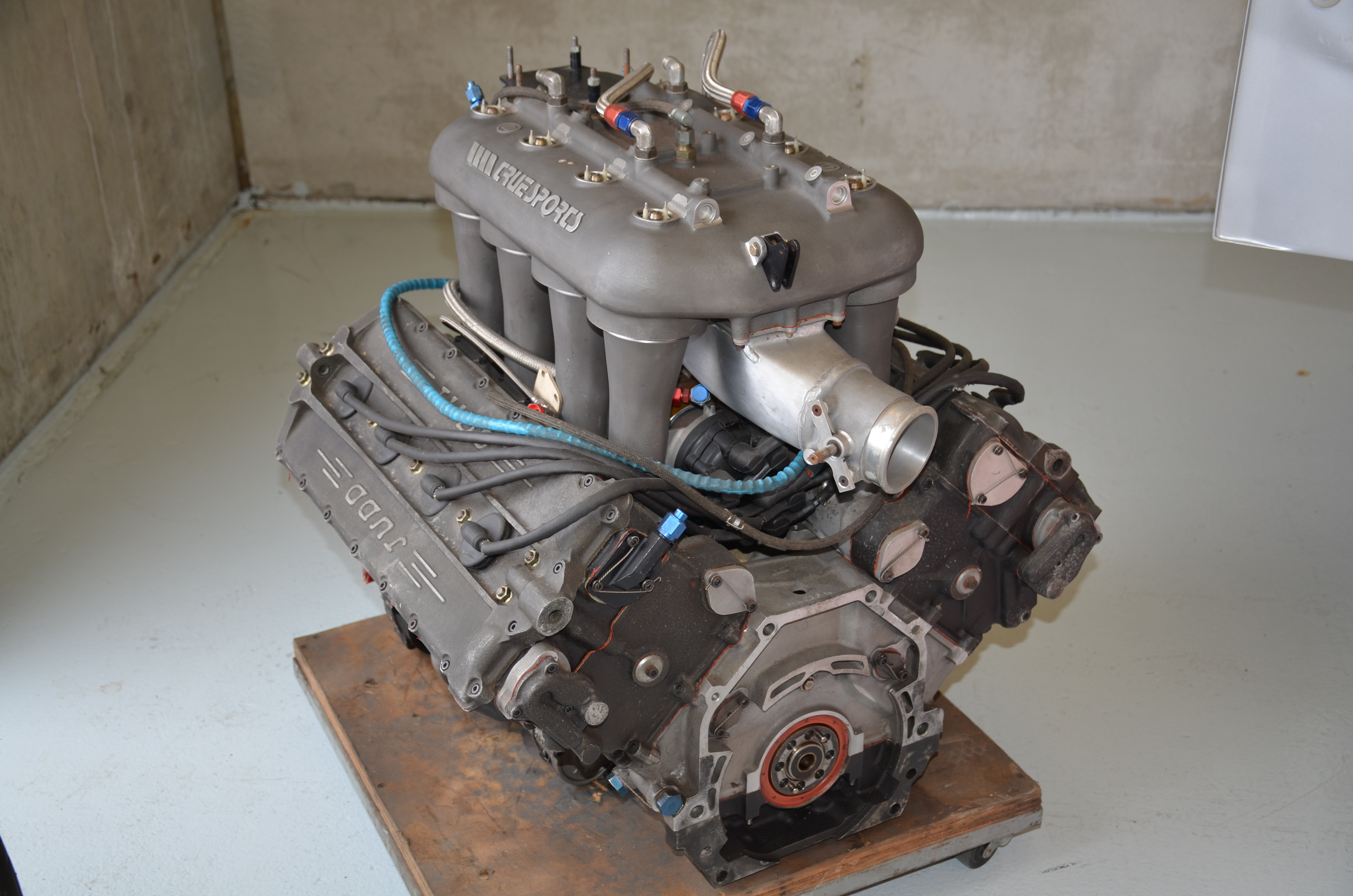
Judd AV für die Champ-Car-Serie

Judd lieferte auch jahrelang Motoren für die Formel 3000. Die als Judd BV bezeichneten Triebwerke basierten auf einer Konstruktion von Honda, die Judd im Laufe der Jahre weiter entwickelte. Die F3000-Sparte wurde in den 1990er Jahren von Zytek übernommen.
In der US-amerikanischen Indy Car World Series war Judd von 1986 bis 1992 mit einem als AV bezeichneten Motor vertreten. Dieser wurde anfangs als Honda-Produkt vermarktet, zu Beginn des Folgejahrs aufgrund der Verbindung mit dem Fahrer Geoff Brabham als Brabham-Honda bezeichnet, lief danach aber schließlich als Judd. Brabham und weitere Fahrer wie Raul Boesel und Scott Pruett konnten in dieser Zeit einige Podestplatzierungen vorweisen, erfolgreicher war aber Bobby Rahal, der mit diesem Motor 1988 den einzigen Sieg dieses Motors beim Pocono IndyCar 500 erzielen konnte und dieses Jahr als Dritter der Meisterschaft abschloss. Ab 1989 wies dieser Motor allerdings bereits ein deutliches Leistungsdefizit auf und konnte nur noch sporadisch punkten.
Über die Jahre hinweg war Judd auch sehr stark bei den Sportprototypen vertreten und kooperierte dort mit Größen wie Pescarolo Sport oder Racing for Holland. 2000 wurde ein Ferrari 333SP auf einen Judd-Motor umgerüstet.

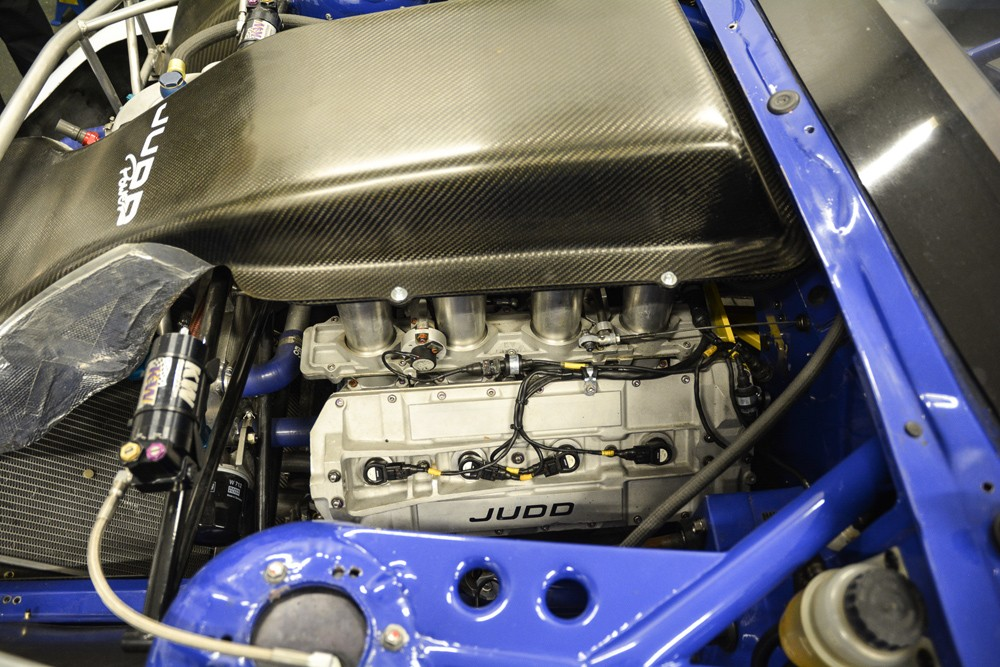
Judd V8 Motor im BMW E82 von Georg Plasa

Judd-Motoren wurden ebenfalls in Fahrzeuge eingesetzt, die an Bergrennen teilnahmen. Der bekannteste Vertreter war der deutsche Rennfahrer Georg Plasa, der mit Judd-V8-Motoren diverse Streckenrekorde aufstellte. Er verunglückte am 10. Juli 2011 tödlich mit seinem selbstgebauten BMW-134-Judd-V8.